# ان‌جی‌سی ۵۳۳۴
ان‌جی‌سی ۵۳۳۴ (انگلیسی: NGC 5334) نام یک کهکشان در صورت فلکی دوشیزه است.